# Шмидт, Герхард
Герхард Карл Шмидт (5 июля 1865, Лондон — 16 октября 1949, Мюнстер) — немецкий химик. Открыл радиоактивность Тория на два месяца ранее Марии Склодовской-Кюри.

## Биография
Родился в немецкой семье. Изучал химию и защитил докторскую степень работая у Георга Кальбаума в 1890 году. Герхард Шмидт известен открытием радиоактивности Тория на два месяца ранее Марии Склодовской-Кюри. Умер в Мюнстере от инсульта 16 октября 1949 года.